# Пересіченський провулок
Пересіченський прову́лок — провулок у Голосіївському районі міста Києва, місцевість Китаїв. Пролягає від проспекту Науки до тупика.

## Історія
Провулок виник у 1-й половині XX століття під назвою провулок Леніна. З 1955 року носив назву Червонопрапорний провулок.
Спершу провулок пролягав до вулиці Пирогівський шлях, скорочений у зв'язку із промисловою забудовою. 
Сучасна назва, що походить від назви місцевості — з 2016 року.